# امیرحسین افسری کاشانی
امیرحسین افسری کاشانی (۶ شهریور ۱۳۱۴ - ۳۱ فروردین ۱۳۹۸) طراح، نقاش، طراح قالی و چهره اهل کاشان بودند که از دوران نوجوانی فعالیت حرفه‌ای در زمینه طراحی قالی، چهره و تابلو آغاز کردند. یکی از معروفترین آثار وی بازبافی فرش پازیریک به سفارش دربار در سال ۱۳۴۲ می‌باشد.

## زندگی
امیرحسین افسری کاشانی با نام مستعار امیر افسری فرزند میرزا در تاریخ ششم شهریور ۱۳۱۴ در شهر کاشان دیده به جهان گشود. تحصیلات مقدماتی خود را در آن شهر به پایان رسانید. او ابتدا جذب مرکز عالی هنر شد ولی به علت این که خود توانایی بیشتری از سطح تدریس آن مرکز را داشت، بعد از یکسال تحصیل را رها کرده و به کاشان بازگشت و به کار تهیه و تولید فرش‌های دستباف خانوادگی پرداخت.
خانواده او با محوریت مادرش و استفاده از فرمولاسیون خاص در صنعت رنگرزی بازبافتی برخی از فرش‌های موزه‌ای، هنرهایی را آفرید که ماندگار و زینت بخش موزه‌های جهان گردید.
شخصیت هنری او باعث شد، تا دانشکده هنر و معماری کاشان افتخار یابد وی را به عنوان مدرس هنر فرش برگزیند که تا سال ۱۳۸۷ در این مرکز آموزشی به تعلیم و تعلم پرداخت.
تنها شاگردی که توانایی اجرای طرح‌هایی همپایه با استاد را داشت فرزند ایشان، سید امیرمسعود افسری کاشانی معمار و عضو هیئت علمی دانشگاه کاشان بود که در اثر سانحه رانندگی به ملکوت پیوست.

## آثار ماندگار
1. طراحی و تهیه فرش حکیم ابوالقاسم فردوسی (موزه طوس، مشهد سال ۱۳۵۵)
2. طراحی و تهیه فرش ابن سینا برای موزه مسکو (سال ۱۳۵۳)
3. طراحی و تهیه فرش تصویر ابوعلی سینا (موزه بوعلی، همدان)
4. طراحی و تهیه تابلو نقاشی فرش فالگیر اثر استاد کمال المالک
5. طراحی و تهیه تابلو فرش تصویر حضرت حافظ در دانشگاه تهران
6. طراحی و تهیه تابلو فرش ایران باستان با خطوط میخی (موزه باغ فین کاشان)
7. مشاور در طراحی صنایع فرش راوند و طراحی نقوش مورد استفاده در صنایع نساجی کاشان
8. و…

## جوایز و افتخارات
1. عنوان برگزیده استاد مسلم قالی بافی کشور از طرف وزیر اقتصاد وقت دکتر علینقی عالیخانی در سال ۱۳۴۲ و ۱۳۴۴
2. دریافت لوح تقدیر از ریاست دانشکده معماری کاشان در دو نوبت (سال‌های ۱۳۷۷ و ۱۳۷۹)
3. دریافت لوح تقدیر از نماینده نهاد رهبری در دانشگاه‌ها
4. دریافت لوح یادبود از فرهنگستان هنر ایران (بهمن ۱۳۸۴)
5. برگزیده پیشکسوت فرش و دریافت لوح تقدیر از انجمن هنرهای سنتی ایران (سال ۱۳۸۴)
6. دریافت لوح یادبود از وزارت صنایع و معادن استان اصفهان (سال ۱۳۸۸)
7. دریافت لوح تقدیر از بانک ملی ایران (سال ۱۳۸۸)
8. دریافت لوح و تندیس افتخار پیشکسوت (سال ۱۳۸۸) جشنواره صنعت، معدن و هنر اصفهان توسط کانون انجمن‌های صنفی مدیران ماشین‌ساز استان
9. برگزیده به عنوان پیشکسوت نمونه در سومین همایش ملی صنعت فرش ماشینی در کاشان (سال 1395)[۱]
10. دریافت لوح تقدیر از کمسیون ملی یونسکو ایران  برای تلاش و دانش ایشان در به ثبت رساندن مهارت فرش کاشان (02-ICH) در سال ۲۰۱۰ میلادی (۱۳۸۹ ه ش)
11. و ...

## عضویت‌ها
1. عضو انجمن علمی فرش ایران
2. عضو فرهنگستان هنر ایران (کمیته فرش)
3. عضو مدرسین دانشگاه کاشان
4. و…

## فعالیت‌های اجرایی و هنری در زمینه فرش
1. بافت فرش‌های خاص از جمله فرش پازیریک که بنا به تقاضای وزارت فرهنگ و هنر سابق انجام گرفته‌است. این فرش کپی از اصل است که توسط هنرمندان ایران باستان در ۲۵۰۰ سال قبل، طراحی و تهیه شده‌است. این فرش از دفینه‌ای در منطقه پازیریک سیبری کشف گردیده‌است.
2. تدریس رشته فرش در دانشکده معماری و هنر دانشگاه کاشان از سال ۱۳۷۵ تا ۱۳۸۷
3. طراحی پارچه جهت کارخانجات صنعتی کشور (مانند کارخانجات حریر و مخمل کاشان)
4. شرکت در اولین نمایشگاه صنایع ایران در سال ۱۳۴۰
5. تهیه تعدادی از فرش‌های اهدایی به سران کشورهای جهان در جشن‌های ۲۵۰۰ ساله شاهنشاهی به سفارش دربار مانند:
  - امیر قطر
  - فهد پادشاه عربستان سعودی
  - و …
6. شرکت در نمایشگاهی که از طرف فرهنگستان هنر جمهوری اسلامی ایران برگزار شده بود (زمستان سال ۱۳۸۰)
7. مشاوره و راهنمایی در راه‌اندازی کارخانه‌های صنعتی و نساجی از جمله مشاور طراحی صنایع فرش راوند (اولین کارخانه صنعتی فرش کشور)
8. و...

## درگذشت
ایشان در صبحگاه روز شنبه ۳۱ فروردین ۱۳۹۸ پس از طی یک دوره بیماری درگذشتند.

## آرامگاه
ایشان در آرامگاه خانوادگی افسری واقع در مزار دشت افروز کاشان در کنار پسرش امیرمسعود افسری کاشانی به خاک سپردند.